# تجمع بدو عمار (المحفد)

تعديل مصدري - تعديل

تجمع بدو عمار هو "تجمع بدوي" في  عزلة المحفد بمديرية المحفد التابعة لمحافظة أبين، بلغ تعداد سكانها 43 نسمة حسب تعداد اليمن لعام 2004.